# Локаст (Северна Каролина)
Локаст (енгл. Locust) град је у америчкој савезној држави Северна Каролина.

## Демографија
По попису из 2010. године број становника је 2.930, што је 514 (21,3%) становника више него 2000. године.
| Група             | 2000.         | 2010.         |
| Белци             | 2.267 (93,8%) | 2.640 (90,1%) |
| Афроамериканци    | 37 (1,5%)     | 67 (2,3%)     |
| Азијати           | 4 (0,2%)      | 20 (0,7%)     |
| Хиспаноамериканци | 82 (3,4%)     | 177 (6,0%)    |
| Укупно            | 2.416         | 2.930         |